# TV Hören und Sehen
tv Hören und Sehen ist eine wöchentlich erscheinende Programmzeitschrift, die von der Bauer Media Group herausgegeben wird.
In der Mitte des Heftes befindet sich der umfangreiche Programmteil, der zehn Seiten pro Tag umfasst und immer das Fernsehprogramm von Samstag bis Freitag für eine Woche im Voraus auflistet. Zwischen jedem Programmtag wird auch eine regionale Auswahl des täglichen Radioprogramms abgedruckt. Die dritte Seite zeigt Cartoons von Uli Stein. Im vorderen Mantelteil werden Reportagen, Hintergrundberichte, Interviews und Artikel zu verschiedenen Fachgebieten veröffentlicht, die oft von prominenten Autoren wie Ulrich Wickert, Guido Knopp, Reinhold Messner oder Paulo Coelho verfasst werden; auch Peter Scholl-Latour (gest. 2014) steuerte Artikel bei. Der hintere Mantelteil ist gefüllt mit Reise-, Gesundheits- und Finanztipps, Rezepten, Kreuzwort- und sonstigen Rätseln.
Für die kleinen Leser gab es im Samstagsteil des Fernsehprogramms die Spielwiese mit Rätseln, Logikaufgaben und Fehlersuchbildern. Die letzte Seite wiederum zeigte traditionell jahrzehntelang Cartoons des Zeichners Sepp Arnemann. Seit Dezember 2009 werden auf dieser Seite mit der Maus im wöchentlichen Wechsel Arnemanns Zeichnungen und jene des Cartoonisten Peter Butschkow veröffentlicht.

## Geschichte
Die Wurzeln der tv Hören und Sehen reichen bis ins Jahr 1926 zurück. Damals gründete der Heinrich Bauer Verlag die Rundfunkzeitung Rundfunkkritik, welche dann später in Hamburger Funkwacht umbenannt wurde. Nach Ende des Zweiten Weltkriegs legte der Heinrich-Bauer-Verlag seine Funkwacht ab 1949 wieder neu auf, da er diese kriegsbedingt hatte einstellen müssen. Mit den Titeln Südwest-Funkpost, Hessenfunk und Bayernfunk folgten bald weitere Rundfunkprogrammzeitschriften des Verlags.
Die Fusion der zugekauften regionalen Rundfunkzeitschriften Bremer Radio Illustrierte, Karlsruher Funkwoche, Westfunk (Köln), Südfunk (Stuttgart) und Funk für Dich, mit den verlagseigenen Titeln führte 1953 zur Gründung der Programmzeitschrift Hören und Sehen, welche zugleich in acht verschiedenen Regionalausgaben herausgegeben wurde.
1960 kaufte der Heinrich-Bauer-Verlag vom Stuttgarter Wilhelm-Herget-Verlag die beiden Programmzeitschriften Funk- und Fernseh-Illustrierte und Bildschirm. Während Bauer den Bildschirm zunächst als eigenständigen Titel weiterführte, wurde die Funk- und Fernseh-Illustrierte entsprechend überarbeitet und dann nach kurzer Zeit mit der Hören und Sehen verschmolzen. Im Mai 1961 übernahm der Bauer-Verlag vom Düsseldorfer Verleger Kurt Müller dessen erfolgreiche Fernsehzeitschrift TV Fernseh-Woche. Infolgedessen wurde der „Bildschirm“ noch im Juli desselben Jahres eingestellt und in den neuerworbenen Titel integriert. 1962 wurde schließlich die TV Fernseh-Woche mit der Hören und Sehen zur heutigen tv Hören und Sehen zusammengeschlossen.
Wöchentlicher Bestandteil eines jeden Heftes waren 55 Jahre lang die vom Graphiker Sepp Arnemann gezeichneten Cartoons mit dem Maus-Suchspiel. Weitere klassische Bestandteile waren das große TV-Kreuzworträtsel sowie das Horoskop der Woche. Frühere, mittlerweile längst eingestellte Rubriken waren der abgeschlossene Roman, das Star-Portrait der Woche, Menschen – Schicksale – Nachrichten, sowie die Ratgeberkolumne Frau Barbara.
Als erste Fernsehprogrammzeitschrift platzierte die tv Hören und Sehen ab November 1989 die Programmspalten der damals noch jungen privaten Fernsehsender Sat.1 und RTL in gleichberechtigter Größe auf einer Doppelseite neben denen der öffentlich-rechtlichen Sender Das Erste und ZDF. Damals umfasste der Fernsehteil insgesamt zwei Doppelseiten je Tag, Mitte der neunziger Jahre waren es bereits drei. Derzeit (Stand 2021) informieren fünf Doppelseiten über das tägliche Angebot im Fernsehen. 1998 erfolgte eine Umstrukturierung, welche die tv Hören und Sehen weiterentwickelte.
Ein weiterer Relaunch erfolgte im Jahr 2005, wobei, neben gestalterischen Änderungen, jeder Tag um zwei Seiten erweitert wurde. Zudem präsentierte die Medien-Akademie, bestehend u. a. aus Gaby Hauptmann, Ulrich Wickert und Gerd Ruge, besonders wertvolle Sendungen.

## Inhalt
Im Gegensatz zu anderen Fernsehzeitschriften steht auf der Titelseite genau wie bei der Hörzu keine Person im Zentrum, stattdessen wird ein Thema bildlich aufbereitet, zu dem ein Artikel im Innenteil zu finden ist. Die Artikel und Reportagen sind für eine wöchentlich erscheinende Fernsehzeitschrift relativ lang und setzen sich mit den Themen Reise, Politik, Gesundheit, Ernährung, Wissenschaft, Aktuelles und Recht auseinander. Für jeden Tag gibt es acht Seiten TV- und anderthalb Seiten Radioprogramm, die durch zwei Seiten Fernsehtipps ergänzt werden. Rätsel und zwei Zeichnungen runden die Zeitschrift ab.

## Auflage
1979 betrug die Druckauflage 2.861.300 Exemplare. Im Vergleich zu 1992 ist die verkaufte Auflage von 1.727.567 Exemplaren um mehr als 70 Prozent auf (Stand 1. Quartal 2020) unter 500.000 Hefte gesunken. Trotz allem ist die tv Hören und Sehen nach der Hörzu die klassische Programmzeitschrift mit der zweithöchsten Auflage.
| 1998    | 1999    | 2000    | 2001    | 2002    | 2003    | 2004    | 2005    | 2006    | 2007   | 2008   | 2009   | 2010   | 2011   | 2012   | 2013   | 2014   | 2015   | 2016   | 2017   | 2018   | 2019   | 2020   | 2021   | 2022   | 2023   | 2024   |
| ------- | ------- | ------- | ------- | ------- | ------- | ------- | ------- | ------- | ------ | ------ | ------ | ------ | ------ | ------ | ------ | ------ | ------ | ------ | ------ | ------ | ------ | ------ | ------ | ------ | ------ | ------ |
| 1690973 | 1593753 | 1557033 | 1511405 | 1433503 | 1354196 | 1216839 | 1112681 | 1055775 | 988412 | 935263 | 882770 | 826803 | 770167 | 727226 | 688199 | 653399 | 616817 | 581049 | 549951 | 522319 | 493877 | 460050 | 441067 | 412866 | 379219 | 348889 |

## Leserschaft
Der durchschnittliche Leser ist (Stand 2021) 63 Jahre alt und hat ein Haushaltsnettoeinkommen von 3.010 Euro. 55 Prozent der Leser sind weiblich.